# Tonino Cervi
Tonino Cervi, all'anagrafe Antonio Cervi (Roma, 14 giugno 1929 – Rapolano Terme, 1º aprile 2002), è stato un regista e produttore cinematografico italiano.

## Biografia
Figlio degli attori Gino Cervi e Ninì Gordini, nonché nipote del critico teatrale Antonio Cervi, alternò il lavoro di regista con quello di produttore cinematografico. Tra le sue storiche produzioni, spicca il film a episodi Boccaccio '70, diretto dai registi Federico Fellini, Vittorio De Sica, Mario Monicelli e Luchino Visconti: da menzionare anche Deserto rosso di Michelangelo Antonioni e altri capolavori di grandi maestri del cinema come Francesco Rosi, Bernardo Bertolucci, Mauro Bolognini, Florestano Vancini.
Come regista diresse nei suoi film alcuni tra i più celebri attori italiani come Alberto Sordi, Vittorio Gassman, Paolo Villaggio, Lucia Bosè, Turi Ferro, Christian De Sica, Giuliana De Sio, Giorgio Albertazzi, Ornella Muti, Gabriele Lavia, Laura Antonelli, Laura Betti, Bud Spencer. Morì nel 2002 in seguito a un attacco cardiaco. È sepolto nel cimitero Flaminio di Roma con il padre Gino e la madre Ninì. Il suo ultimo film, Il quaderno della spesa, uscì postumo.

## Vita privata
Era padre di Antonio Levesi Cervi, Valentina Cervi, Stefano Cervi e Antonia Cervi, avuti dalla produttrice Marina Gefter.

## Filmografia

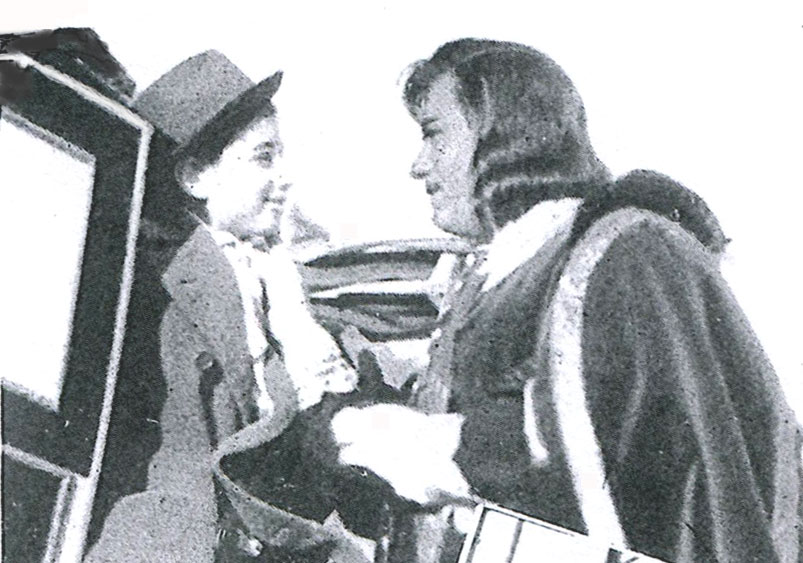
1942: sul set di Don Cesare di Bazan, Gino Cervi scherza con il figlio Tonino in una pausa di lavorazione.

- Oggi a me... domani a te (1968) – soggetto, sceneggiatura e regia
- Il delitto del diavolo (1970) – soggetto, sceneggiatura e regia
- Le monache di Sant'Arcangelo, regia di Domenico Paolella (1973) – sceneggiatura
- La nottata (1974) – soggetto, sceneggiatura e regia
- Chi dice donna dice donna (1976) – soggetto, sceneggiatura e regia
- Ritratto di borghesia in nero (1978) – sceneggiatura e regia
- Il malato immaginario (1979) – sceneggiatura e regia
- Il turno (1981) – sceneggiatura e regia
- Sole nudo (1984) – soggetto, sceneggiatura e regia
- Il nido del ragno, regia di Gianfranco Giagni (1988) – soggetto e sceneggiatura
- L'avaro (1989) – regia e sceneggiatura
- Butterfly – miniserie TV (1995) – regia
- Il quaderno della spesa (2003) – sceneggiatura e regia